# Hipocampo (satélite)
Hipocampo, también designado Neptuno XIV, es un pequeño satélite natural de Neptuno descubierto el 1 de julio de 2013. Fue encontrado por el astrónomo Mark R. Showalter analizando fotografías archivadas de Neptuno que el telescopio espacial Hubble capturó entre 2004 y 2009. Hipocampo es tan tenue que no fue observado por la sonda espacial Voyager 2 cuando sobrevoló el sistema neptuniano en 1989. Tiene unos 35 kilómetros de diámetro y orbita a Neptuno en aproximadamente 22 horas y 48 minutos, poco menos de un día terrestre. Debido a su distancia inusualmente cercana a Proteo, el satélite interior más grande de Neptuno, se ha planteado la hipótesis de que Hipocampo pudo haberse formado a partir del material expulsado por un impacto contra Proteo hace varios miles de millones de años. Hipocampo era conocido anteriormente por su designación provisional S/2004 N 1 hasta febrero de 2019, cuando recibió el nombre formal de Hipocampo, en honor al caballito de mar mitológico que simboliza a Poseidón en la mitología griega.

## Historia

### Descubrimiento
Hipocampo fue descubierto por un equipo de astrónomos dirigido por Mark Showalter del Instituto SETI el 1 de julio de 2013. Showalter estaba examinando imágenes de archivo de Neptuno del telescopio espacial Hubble de 2009, como parte de su estudio sobre los arcos de los anillos de Neptuno. Dado que los satélites interiores y los arcos de los anillos de Neptuno orbitan rápidamente, Showalter desarrolló y utilizó una técnica similar al paneo, donde se recopilan múltiples imágenes de corta exposición y se deforman digitalmente para compensar el movimiento orbital y permitir el apilamiento de múltiples imágenes para resaltar detalles débiles. Showalter decidió ampliar su análisis a regiones más allá del sistema de anillos de Neptuno; Luego encontró Hipocampo como un punto blanco tenue pero inequívoco.
Para confirmar que se trataba de un satélite, Showalter analizó más de 150 imágenes de archivo del Hubble que se remontan a 2004. En una semana, Showalter encontró repetidamente a Hipocampo en estas imágenes y pudo identificarlo en diez momentos de observación diferentes entre 2004 y 2009. Showalter también había verificado imágenes de la Voyager 2 para encontrar detecciones de Hipocampo durante su sobrevuelo a Neptuno en 1989, pero no pudo identificarlo porque era demasiado oscuro para ser detectado por las cámaras de la Voyager 2. No obstante, la cantidad de imágenes de archivo del Hubble con Hipocampo fue suficiente para determinar la órbita de Hipocampo. El descubrimiento de Hipocampo se anunció formalmente en un aviso emitido por la Oficina Central de Telegramas Astronómicos de la Unión Astronómica Internacional, junto con un comunicado de prensa del Instituto Científico del Telescopio Espacial el 15 de julio de 2013. Dado que las imágenes relevantes examinadas por Showalter estaban disponibles para el público, el descubrimiento podría haberlo hecho cualquiera.

### Nombramiento
Hipocampo lleva el nombre del hipocampo, una criatura mitológica representada con la parte superior del cuerpo de un caballo y la parte inferior de un pez en la mitología griega. El hipocampo simboliza al dios del mar griego Poseidón, así como al dios del mar romano Neptuno. En la mitología romana, Neptuno solía conducir un carro de guerra marino tirado por hipocampos.
Tras el anuncio de su descubrimiento, Hipocampo recibió la designación provisional 
S/2004 N 1. La designación provisional indica que fue el primer satélite neptuniano identificado en imágenes que datan de 2004. Showalter realizó observaciones de seguimiento de Hipocampo con el Hubble en 2016, y más tarde el Centro de Planetas Menores le dio su designación con números romanos permanente después de su recuperación. Hipocampo fue numerado formalmente como Neptuno XIV (14) el 25 de septiembre de 2018, aunque permaneció sin nombre oficial hasta febrero de 2019.
Según las pautas de nomenclatura de la Unión Astronómica Internacional, las propuestas de nombres para los satélites de Neptuno deben basarse en una figura de la mitología grecorromana con una relación con Poseidón o Neptuno. Showalter y su equipo habían buscado nombres desde el anuncio de su descubrimiento; entre los nombres considerados estaba Polifemo, el gigantesco hijo tuerto de Poseidón y Toosa. Showalter luego optó por el nombre Hipocampo en reconocimiento al género de caballitos de mar, Hippocampus, principalmente por su pasión por el buceo y el animal en sí. La propuesta de nombre de Showalter fue aprobada por la Unión Astronómica Internacional el 20 de febrero de 2019, y el nombre fue anunciado en un comunicado de prensa por el Instituto Científico del Telescopio Espacial.

## Origen

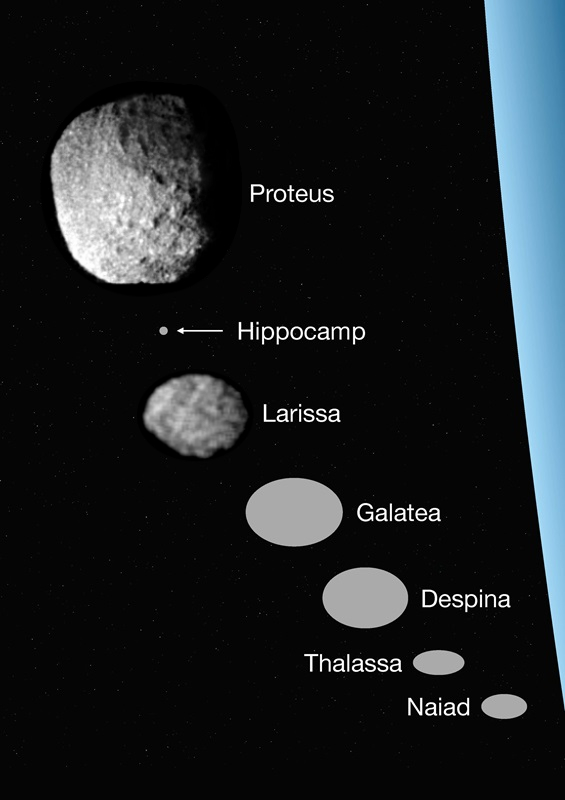
Comparación del tamaño de los siete satélites interiores de Neptuno.

La distribución de masa de los satélites de Neptuno es la más desequilibrada de los sistemas de satélites de los planetas gigantes del sistema solar. Un solo satélite, Tritón, constituye casi toda la masa del sistema, y todos los demás satélites juntos representan sólo un tercio del 1 %. La razón del desequilibrio del actual sistema neptuniano es que Tritón fue capturado por Neptuno del cinturón de Kuiper mucho después de la formación del sistema de satélites original de Neptuno, gran parte del cual fue destruido en el proceso de captura. Se presume que la órbita de Tritón en el momento de su captura fue muy excéntrica, lo que habría causado perturbaciones caóticas en las órbitas de los satélites interiores neptunianos originales, lo que habría provocado la expulsión de algunos satélites del sistema y la destrucción por colisiones de otros satélites. Se cree que al menos algunos de los actuales satélites interiores de Neptuno sufrieron un acrecimiento a partir de los escombros resultantes después de que la órbita de Tritón fuera circularizada por la desaceleración de mareas.
Entre estos satélites que sufrieron un acrecimiento se encuentra Proteo, el satélite más grande y más externo de los satélites interiores actuales de Neptuno. Proteo tiene un gran cráter de impacto llamado Pharos, que tiene un diámetro de alrededor de 250 kilómetros, más de la mitad del diámetro del propio Proteo. Este tamaño inusualmente grande de Pharos en relación con Proteo implica que el impacto astronómico que formó el cráter casi habría destruido a Proteo y expulsado una cantidad significativa de escombros. La órbita actual de Proteo está situada relativamente cerca de la órbita de Hipocampo, que orbita a sólo 12 000 kilómetros más cerca de Neptuno que Proteo. Sus semiejes mayores difieren sólo en un 10 %, lo que implica que ambos probablemente se originaron en la misma posición en el pasado. Esto se evidencia aún más al tener en cuenta las respectivas tasas de migración orbital exterior de ambos, lo que también sugiere que Hipocampo y Proteo tuvieron órbitas mucho más juntas en el pasado. Normalmente, dos objetos contiguos de tamaños diferentes habrían provocado que el objeto más pequeño fuera expulsado o chocara con el objeto más grande; este no parece ser el caso de Hipocampo y Proteo.
Basándose en esta evidencia, Showalter y sus colegas propusieron que Hipocampo podría haberse originado a partir de escombros expulsados de Proteo por el impacto del cometa que formó su cráter más grande, Pharos. En este escenario, Hipocampo sería considerado como un satélite de Neptuno de tercera generación, originado por impactos en los satélites regulares reformados de Neptuno después de la captura de Tritón. Se cree que los satélites regulares de Neptuno fueron perturbados por impactos de cometas varias veces, y solo Proteo sobrevivió intacto a pesar de haber sido casi perturbado por el impacto que generó Pharos. Algunos de los escombros expulsados por el impacto se asentaron en una órbita estable entre 1 000 y 2 000 kilómetros al interior de Proteo y se fusionaron en Hipocampo. Sin embargo, Hipocampo sólo representa el 2 % del volumen faltante de material generado por el impacto que generó Pharos, y se desconoce el motivo de la ausencia del resto de los escombros.
Al igual que otros pequeños satélites interiores de Neptuno, se cree que Hipocampo fue perturbado repetidamente por impactos de cometas después de que se fusionó a partir de los escombros expulsados por Proteo. Con base en la tasa de formación de grandes cráteres en Proteo, se estima que Hipocampo se vio afectado unas nueve veces por eventos disruptivos en los últimos 4 mil millones de años, reacrecentándose después de cada evento de disrupción. Estos eventos de disrupción reducen sustancialmente la excentricidad e inclinación orbital de Hipocampo, proporcionando una explicación para la órbita circular actual de este a pesar de su proximidad a Proteo. Es probable que Hipocampo también haya perdido parte de su masa durante estos eventos de disrupción, lo que posiblemente explica parte del volumen faltante de material expulsado por el evento de impacto que generó Pharos. Desde entonces, Proteo se ha alejado más de 11 000 kilómetros de Neptuno debido a la fuerza de marea con el planeta, mientras que Hipocampo permaneció cerca de su posición inicial de formación a medida que migra lentamente del sistema neptuniano debido a su menor tamaño.

## Características físicas

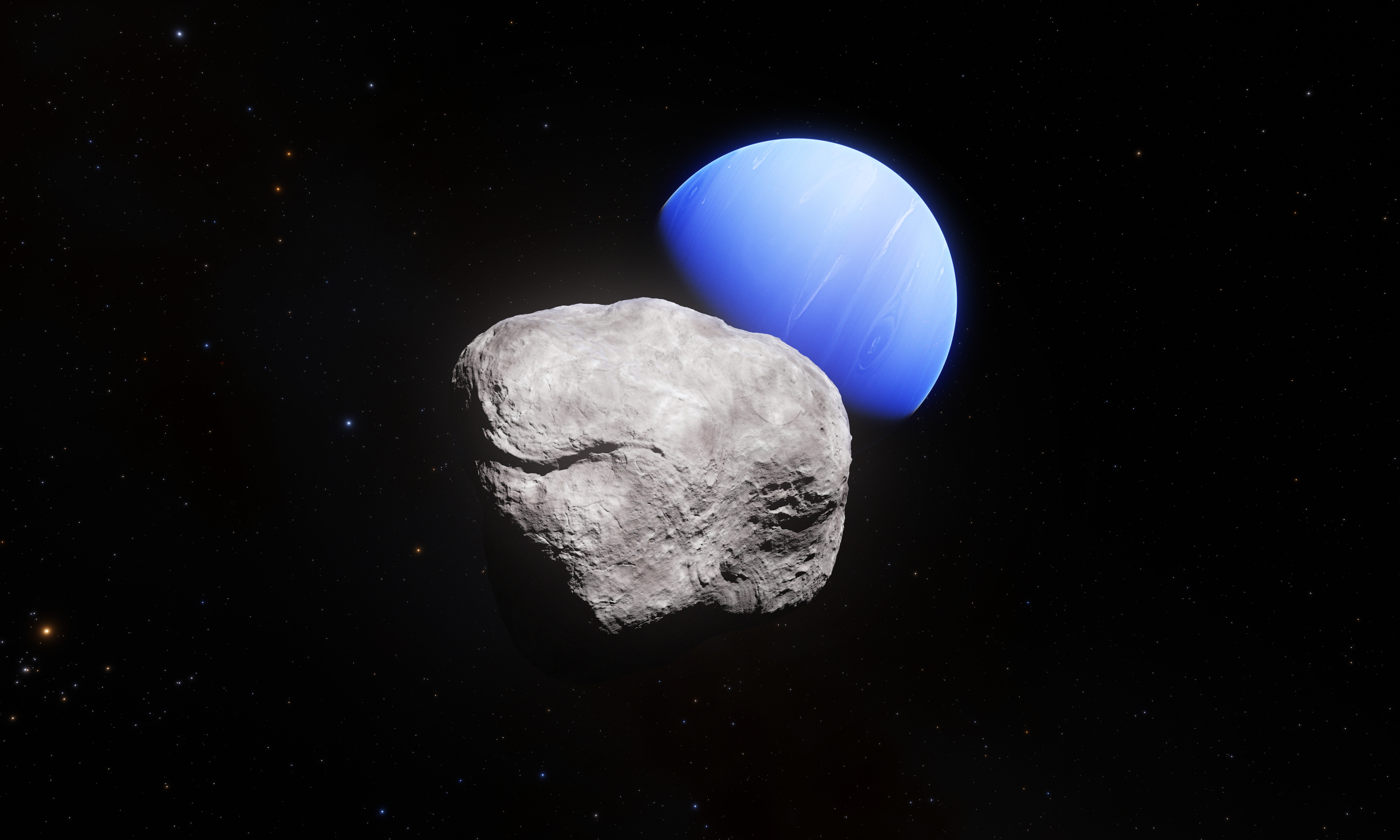
Representación artística de Neptuno e Hipocampo.

Hipocampo es el satélite más pequeño conocido de Neptuno, con un diámetro estimado en 34.8 kilómetros. Es aproximadamente 1 000 veces menos masivo y 4 000 veces menos voluminoso que su supuesto progenitor, Proteo. Según la magnitud aparente estimada de Hipocampo de 26.5, inicialmente se pensó que su diámetro era de alrededor de 16 a 20 kilómetros, pero observaciones más recientes indican el doble del tamaño pensado originalmente. Sin embargo, sigue siendo, con diferencia, el más pequeño de los satélites regulares internos de Neptuno.
Se desconocen las propiedades de la superficie de Hipocampo, ya que no se estudió exhaustivamente a través de diferentes longitudes de onda de luz, particularmente en el espectro infrarrojo cercano. Se supone que Hipocampo se parece a los satélites internos de Neptuno por tener una superficie oscura. Sus albedos geométricos oscilan entre 0.07 y 0.10, siendo el promedio de aproximadamente 0.09. El instrumento NICMOS del telescopio espacial Hubble ha examinado los grandes satélites interiores de Neptuno en el infrarrojo cercano y ha encontrado evidencia de tolina, un material oscuro y rojizo, característico de los pequeños cuerpos exteriores del sistema solar, el cual parece estar presente en todas las superficies de los grandes satélites interiores. Los datos son consistentes con compuestos orgánicos que contienen enlaces carbono-hidrógeno y/o enlaces carbono-nitrógeno, pero la resolución espectral fue inadecuada para identificar las moléculas. Se cree que hay hielo de agua, abundante en el sistema solar exterior, pero no se pudo observar su firma espectral (a diferencia del caso de los pequeños satélites de Urano).

## Órbita

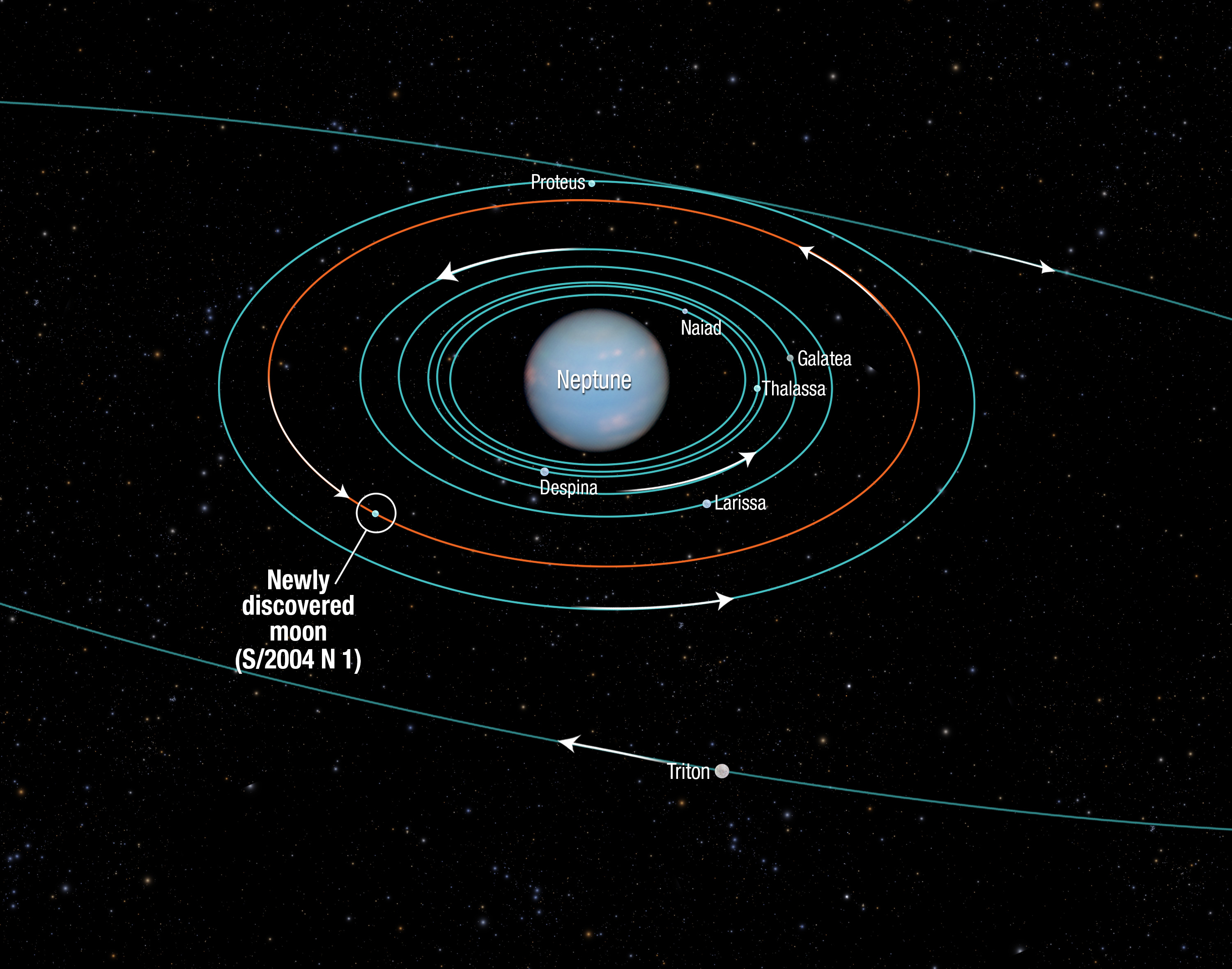
Diagrama de las órbitas de los satélites de Neptuno hasta Tritón, con la órbita de Hipocampo resaltada.

Hipocampo completa una revolución alrededor de Neptuno cada 22 horas y 48 minutos (0.95 días), lo que corresponde a un semieje mayor o distancia orbital de 105 283 kilómetros. A modo de comparación, esta distancia es de aproximadamente 4.3 radios de Neptuno, o poco más de un cuarto de la distancia Tierra-Luna. Tanto su inclinación como su excentricidad son cercanas a cero. Orbita entre Larisa y Proteo, lo que lo convierte en el segundo satélite regular más externo de Neptuno. Su pequeño tamaño en esta ubicación va en contra de una tendencia entre los otros satélites regulares neptunianos de aumentar el diámetro a medida que aumenta la distancia desde el planeta.
Al estar situado a una distancia relativamente cercana de Proteo, mucho más grande, Hipocampo está sujeto a su importante influencia gravitacional. Su órbita es particularmente sensible a la masa de Proteo; Las soluciones orbitales que utilizan una variedad de masas supuestas para Proteo muestran que Hipocampo muestra una diferencia significativa en órbita de alrededor de 100 kilómetros. Esto puede permitir una estimación de la masa de Proteo observando su influencia en la órbita de Hipocampo durante un período de varias décadas.
Proteo e Hipocampo están casi en una resonancia de movimiento medio de 11:13, lo que puede ser la razón de la sensibilidad de Hipocampo a la masa de Proteo. Ambos satélites están fuera de la órbita sincrónica de Neptuno (el período de rotación de Neptuno es de 0.67 días o 16.1 horas) y, por lo tanto, ambos sufren la aceleración de marea de Neptuno y están migrando hacia afuera del sistema neptuniano. En comparación con Hipocampo, Proteo migra a un ritmo más rápido debido a su mayor masa y, por lo tanto, a una interacción de marea más fuerte con Neptuno. Según su tasa de migración orbital, se estima que Proteo retrocederá unos 40 kilómetros de Neptuno en 18 millones de años, en los cuales entrará en una verdadera resonancia de 11:13 con Hipocampo. Además, los períodos orbitales actuales de Larisa e Hipocampo están dentro de aproximadamente el 1 % de una resonancia orbital de 3:5.